# Alfa (tv-serie)
 For alternative betydninger, se Alfa. (Se også artikler, som begynder med Alfa)
Alfa er en dansk krimi-serie fra 2020, som er skrevet og instrueret af Milad Avaz. Serien består af otte afsnit af 45 minutters varighed, og medvirkende i serien er bl.a. Andreas Jessen, Sebastian Jessen, Ari Alexander og Besir Zeciri.
Serien havde premiere den 16. august 2020 TV 2 Zulu og TV 2 Play.

## Medvirkende
- Andreas Jessen som Adam
- Sebastian Jessen som Jakob
- Ari Alexander som Oliver
- Besir Zeciri som Simon
- Mads Korsgaard som Jens